# Бірки (Кропивницький район)
Бі́рки (колись село умовно поділялося на «Бірки перші» та «Бірки другі», межею була річка) — село в Україні, в Олександрівській селищній громаді Кропивницького району Кіровоградської області. Населення становить 1,7 тисяч осіб. Колишній центр Бірківської сільської ради. Вважається, що засновником села є Богдан Хмельницький.
У Бірках знаходилася дерев'яна Миколаївська церква, збудована, імовірно, у XVIII ст., і перенесена на нинішнє місце близько 1820 року. Вона згоріла 11 грудня 2022 року. У селі також міститься дитячий оздоровчий табір «Жовтень». На території табору є озеро.

## Історія
Про церкву св. Миколая від Лаврентія Похилевича відомо таке: “Церковь деревянная, во имя Святителя Николая, до 1858 года находилась на площади, покрытой сыпучим песком, и поэтому неудобству в сем году перенесена на нынешнее место. По штатам состоит в 5-м классе; земли имеет 45 десятин. О прежней церкви известно, что она была построена 1737 года на месте еще давнейшей”. “Описание благочестивих заграничных в короне Польской”, укладене ігуменом Свято–Троїцького пустинного Мотронинського монастиря Мельхиседеком у 1767 році, подає таку інформацію: “Ключа жаботинскаго, протопопии чигринской, в селе Борках церковь святителя Христова Николая благочестивыми архиереями всегда управляема была, а не униатскими, которая 1737 года, по благословенно преосвященнаго Арсенія, епископа переяславского, состроена и освящена и святый антиминс выдан”. 
Церква у Бірках за складом церковного реквізиту була не біднішою за церкви Чигирина та Суботова. Про це свідчить опис риз, образів, список богослужбових книг, особливо, напрестольне Євангеліє у срібній оправі на зеленому оксамиті. Схоже, подібний перелік предметів не свідчив про особливу бідність церкви, як вважав Крип'якевич, а був типовим для сільських церков Подніпров'я. Про час побудови церкви. За даними візитаційного опису церква була освячена у 1717 році, а з інших джерел відомо, що у 1737 році вона була замінена новою. Середня “тривалість життя” дерев'яної церковної будови на основі даних Похилевича по Чигиринському повіту становила 70–90 років. Якщо у 1717 році святили саме новозбудовану церкву, то виходить, що простояла вона до 1737 заледве 20 років, що малоімовірно. Якщо ж відлічити від 1737 року назад вказану середню кількість років, то отримаємо орієнтовний період побудови церкви 1650-ті роки. Отже, у 1717 році відбулось освячення існуючої церковної будівлі, можливо, після перерви у функціонуванні храму. Можна припустити, що першу церковну будівлю у Бірках початку 17 ст. замінила нова, поставлена при Богдані Хмельницькому, у якій до 1737 року і знаходився старий антимінс.
Найбільша несподіванка тексту – зафіксована наявність у церкві антимінса о. Lazarowcza (Лазаровича, Лазаровіца?), датованого 1603 роком. Антимінс – посвячена хустина із зашитою частинкою мощів святих, що знаходиться на престолі в православних храмах. Без антимінса не можна служити св. Літургії, на антимінсі звершується під час св. Літургії таїнство Євхаристії. Освячувати антимінс має право священик у сані єпископа, який залишає на ньому свій підпис. “Антимінс був уречевленим символом єпископської влади, що позначав її кордони”.
Антимінс може бути постійним або похідним. На постійному антимінсі вказано, до якого храму він був виданий. З візитаційного опису 1726 року церкви св. Михаїла у Суботові відомо, що у церкві знаходився антимінс православного митрополита Київського Йоасафа Кроковського, “що служив і до Брацлава, і до Суботівської церкви”. 
Можливо, священик перевіз цей антимінс із Брацлава до Суботова. Стосовно антимінса у Бірках візитатори не зазначають, що він був раніше виданий до іншої церкви. Отже, є підстави сприймати дату антимінса 1603 рік як рік освячення храму в селі Бірки, тобто, рік виникнення самого села.
Вважається, що село Бірки засноване Богданом Хмельницьким. Про існування села в часи Богдана Хмельницького свідчить грамота московського царя Олексія Михайловича 1654 року, численні згадки Бірок як резиденції, звідки гетьман вів дипломатичне листування, зустрічався з послами та з кримським ханом, археологічні знахідки залишків жител, предметів побуту, кераміки, гарматних ядер, що датуються серединою 17 ст.. Але дата 1603 відносить заснування села Бірки до осадчої діяльності батька Богдана, чигиринського підстарости Михайла Хмельницького, перебував у Чигирині з 80-90-х років 16 ст..
Процес заселення центральноукраїнських земель на початку 17 ст. зазвичай не розглядається в контексті конфесійної належності нових церков. Мешканці нових сіл у переважній більшості не сприймали унії, якщо таких же переконань дотримувався і осадчий, то виникало прагнення освятити нову православну церкву, що, у свою чергу, означало отримання антимінса православного єпископа. Але після укладення Берестейської унії 1596 року на теренах Речі Посполитої залишалося тільки два православних єпископи: Гедеон Балабан у Львові і Михайло Копистинський у Перемишлі. Саме антимінс Михайла Копистинського, виданий у 1603 році, нині вважається найстарішим із збережених в Україні. 
Але історія зберегла інформацію про православного священика Лазаровича, який діяв близько 1603 року. Львівський єпископ Гедеон Балабан приблизно 1600 року висвятив на священиків двох мирян, членів Віленського православного братства, Карпа Лазаровича і Григорія Ждановича. З 1597 року зусиллями братства у Вільно будувався монастир Св. Духа. Карп Лазарович і Григорій Жданович, імовірно, були священиками при головній церкві монастиря. Київський унійний митрополит Іпатій Потій не визнавав законності висвячення віленських братських священиків. У 1601 році під його впливом було прийнято судове рішення, за яким за начебто незаконне висвячення і служіння в храмі Карпу Лазаровичу та Григорію Ждановичу було заборонено правити в церкві та наказано залишити Вільно. Як пише Т. Кемпа, незважаючи на рішення про вигнання, обидва священики протягом наступних кількох років залишалися у місті. 
Ці події можуть мати стосунок до нашої історії. Як зазначено вище, освячувати антимінс має право священик у сані єпископа. Але з середини 15 ст. й до кінця 18 ст. освячувати, видавати й перевіряти антимінси могли і єпископські намісники. Як правило, єпископи призначали намісників у зв’язку зі значними територіальними обширами єпархій.
Але нам невідомо, де насправді знаходився Карп Лазарович після вигнання, чи мав простий священик, учорашній мирянин, повноваження намісника від львівського єпископа Гедеона Балабана, зокрема на освячення антимінсів. З огляду на виняткові обставини початку 17 ст. така імовірність існує.
Зауважимо, що село Бірки розташоване на півострові, утвореному допливами Тясмину. Таке розташування сприяло збереженню церкви і церковного реквізиту під час воєнних дій другої половини 17 ст.
В 1950 роках археологи знайшли в піщаних дюнах залишки поселень бронзової доби. Зараз на тому місці висаджені соснові бори, це — територія Олександрівського лісництва.
Під час організованого радянською владою Голодомору 1932—1933 років померло щонайменше 55 жителів села.

## Населення
Згідно з переписом УРСР 1989 року чисельність наявного населення села становила 2121 особа, з яких 938 чоловіків та 1183 жінки.
За переписом населення України 2001 року в селі мешкали 1852 особи.

### Мова
Розподіл населення за рідною мовою за даними перепису 2001 року:
| Мова       | Відсоток |
| ---------- | -------- |
| українська | 97,30 %  |
| російська  | 2,32 %   |
| білоруська | 0,27 %   |
| молдовська | 0,05 %   |

## Постаті
- Зінов'єв Андрій Васильович (1999—2022) — лейтенант Збройних сил України. Учасник російсько-української війни.